# Suetri
|  | No s'ha de confondre amb Suelters. |

Els suetri (en llatí Suetri, en grec antic Σουητρίοι) van ser un poble lígur situat per Plini el Vell al nord dels oxibis (oxibii) que vivien al sud de Frejus i fins a Antibes. Els suetri són el darrer poble esmentat al Trofeu dels Alps. La seva ciutat principal era Salinae.